# 三田称平
三田 称平（みた しょうへい）は、下野国黒羽藩の奉行・重臣。

## 生涯

### 生い立ち
文化9年、黒羽藩士・秋庭清房の子として黒羽城武家屋敷で生まれる。
少年の頃から黒羽藩の藩校師範であった大沼瓠落軒から漢学や儒学を学び、同じく藩士の小山田稲所から国学を学び、これらを修めた。
天保2年（1831年）、20歳で江戸詰勤番となった時には安積艮斎の門人となり朱子学を学び、天保5年（1834年）に当時の黒羽藩主・大関増儀が大坂加番となった時には大阪に随伴し、大塩平八郎の門下に入り陽明学を学んだ。
天保10年（1839年）には『農業全書』を脱稿。
天保11年（1840年）には郡奉行となり、藩政に関与するようになった。

### 「益子の窯業」の奨励
安政2年（1855年）に下之庄郷奉行（当時の芳賀郡を治める奉行）を命じられ、益子村（現・益子町）の益子陣屋に着任する。大塚啓三郎が興した窯業に将来性を見出し、藩から資金を調達出来るよう便宜を図り、後の益子焼へと繋がる「益子の窯業」の産業発展に寄与した。
また風流を好み酒も好み、大阪で知識を得た「直火で酒を熱燗にする徳利」を益子の陶工たちに教えて作陶させこれを広めた。そして自らもこれを愛用した。この徳利は「称平徳利」と名付けられた。現在も当時作陶された「称平徳利」が現存しているものがあり、大塚啓三郎が開いた根古屋窯の大塚家では、その内の2つが神棚の榊立てとして使われていた
。また2003年（平成15年）には益子焼の開窯150周年を記念し、益子焼の開祖である大塚啓三郎から数えて6代目に当たる子孫の根古屋窯・大塚久男が復刻を試み、限定100個で販売された。そして同年4月1日に根古屋窯6代目・久男の手により、大塚啓三郎の記念碑が建立されている益子鹿島神社に復刻した「称平徳利」が奉納された。
2年で益子を離れた後、安政4年（1857年）には黒羽藩の藩校である作新館の学頭となった。

### 幕末動乱
元治元年（1864年）11月、「那珂湊の戦い」で敗れた武田耕雲斎、藤田小四郎率いる水戸藩の天狗党が敗走し京都へ向かい進軍した時に、軍からはぐれてしまった水戸脱藩士が黒羽藩領に入り、在藩していた藩主・大関増裕自ら軍を率いて衝突戦闘をしながらもこれらに対処した。また武田・藤田率いる水戸天狗党本軍が村名主に趣意書を送った後、黒羽藩領内の村に休泊した。藩主・増裕は幕府の天狗党追討軍総括・田沼意尊の元へ三田を派遣し、以上の出来事を書面にて報告した。
慶応4年（1868年）に勃発した戊辰戦争では、同年4月8日に仙台藩への密使となり派遣され、同年4月11日に仙台藩・白石城で各藩の重臣が会合した「白石会議」に出席した時に「奥羽越列藩同盟に対する黒羽藩としての大義名分」を説いた結果、同盟への黒羽藩の加入を拒否した。
そして藩に戻り藩主に進言し、黒羽藩の藩政の意見をまとめ、明治新政府に味方することを決議させた。

### 明治維新後
明治2年（1869年）に権大参事・公議所議員となり国政に参加する。
明治5年（1872年）からは自邸を使用して私塾である「地山堂」を設立し、黒羽の文化・教育の発展に寄与した。
三田の門下生は藩校・作新館時代と合わせると1,000人に及ぶと言われている。そして後に自由民権運動家として活躍した荒川高俊は作新館で三田の門下に入り漢学を修めていたという。
晩年は著作活動に専念し、『那須国造碑考』『日本外史摘解』『明治詩抄』（2巻）などを刊行した。また『地山堂雑記』（49編）などの未刊の文献もあるという。

### 逝去
明治26年（1893年）に逝去した。享年82。
墓は黒羽田町地蔵堂境内にある。
また頌徳碑となる「地山三田翁碑」が黒羽神社（黒羽招魂社）の境内にある。碑文は仙台の岡鹿門が文章を綴り、書家・日下部鳴鶴が揮毫した。
大正7年（1918年）11月18日に従五位を追贈された。